# Flavio Pistilli
Flavio Pistilli (Pescasseroli, 16 marzo 1979) è un attore italiano.
Noto per la sua interpretazione del personaggio Massimo Zanardi, creato dal fumettista Andrea Pazienza, nel film Paz! di Renato De Maria, tra gli altri film da lui interpretati vanno segnalati La guerra degli Antò di Riccardo Milani (1999) e Il posto dell'anima di Riccardo Milani (2002).

## Biografia
Laureato presso la facoltà di Scienze Motorie all'Università degli Studi dell'Aquila, inizia a fare cinema nel 1996 con Auguri professore (di Riccardo Milani, con Silvio Orlando). Nel 1999 è protagonista in La guerra degli Antò, sempre diretto da Riccardo Milani. Interpreta uno dei quattro Antò (lu Purk) recitando in dialetto abruzzese.
Nel 2000 Flavio è diretto da Mario Monicelli nella miniserie tv Come quando fuori piove. Sempre nel 2000 recita in un altro film per la televisione, diretto da Michele Soavi: Il testimone. Nel 2001 recita ne Il sequestro Soffiantini di Riccardo Milani, con Michele Placido. Il suo più grande successo è l'efficace interpretazione di Zanardi (personaggio dei fumetti di Andrea Pazienza) in Paz! diretto da Renato De Maria.
Nel 2002 recita, oltre che alcuni spot per le Ferrovie e per la campagna antidroga, in Il posto dell'anima (film diretto da Riccardo Milani con Silvio Orlando e Michele Placido) e in Pontormo - Un amore eretico, questa volta diretto da Giovanni Fago. Nel 2003, per la televisione, gira La omicidi, diretto da R. Milani, mentre Pierpaolo Zaino lo dirige nel corto ..ed è subito sera (protagonista). Nel 2005, per la televisione, gira Cefalonia (di R. Milani) e R.I.S. 2 - Delitti imperfetti. Nel 2005 gira la miniserie L'uomo della carità - Don Luigi Di Liegro diretto da Alessandro Di Robilant con Giulio Scarpati. Sempre nel 2005 gira, da protagonista maschile, il corto Chiudi gli occhi e vedrai diretto da Stefania Casini.

## Filmografia

### Cinema
- Auguri professore, regia di Riccardo Milani (1996)
- La guerra degli Antò, regia di Riccardo Milani (1999)
- Paz!, regia di Renato De Maria (2001)
- Il posto dell'anima, regia di Riccardo Milani (2002)
- Pontormo, regia di Giovanni Fago (2003)
- ...ed è subito sera, regia di Pierpaolo Zaino - cortometraggio (2003)
- Chiudi gli occhi e vedrai, regia di Stefania Casini - cortometraggio (2005)
- Grazie Ragazzi, regia di Riccardo Milani (2023)

### Televisione
- Come quando fuori piove, regia di Mario Monicelli (2000)
- Il testimone, regia di Michele Soavi (2001)
- Il sequestro Soffiantini, regia di Riccardo Milani (2001)
- La omicidi, regia di Riccardo Milani (2003)
- Distretto di Polizia 5, regia Lucio Gaudino – serie TV, episodio 5x09 (2005)
- Cefalonia, regia di Riccardo Milani (2004)
- R.I.S. 2 - Delitti imperfetti, regia di Alexis Sweet - serie TV, episodio 2x05 (2006)
- L'uomo della carità - Don Luigi Di Liegro, regia di Alessandro Di Robilant (2006)
- Rebecca, la prima moglie, regia di Riccardo Milani (2008)
- R.I.S. 5 - Delitti imperfetti, regia Fabio Tagliavia - serie TV (2009)
- Tutti pazzi per amore, regia Riccardo Milani (2010)
- Atelier Fontana - Le sorelle della moda, regia Riccardo Milani (2010)
- Don Matteo 8, registi vari (2011)
- Una grande famiglia, fiction Rai (2012)
- Gli anni spezzati - L'ingegnere (2014)